# ラウノ・ミエッティネン
ラウノ・ミエッティネン（Rauno Miettinen、1949年5月25日 - ）は、フィンランド、クオピオ出身の元ノルディック複合選手。1970年代初頭から1980年代中盤までの長期間に渡って活躍した。

## プロフィール
1969年のホルメンコーレン大会複合で19歳ながら優勝、1971年から1973年までは3連覇を達成、1978年には5度目の優勝を果たした。ホルメンコーレン大会で5回以上優勝したのはラウリッツ・ベルゲンダール、ヨハン・グロットムスブローテン、ビャルテ・エンゲン・ビークとミエッティネンの4人である。
1970年ノルディックスキー世界選手権では4位、1972年の札幌オリンピックでは前半ジャンプの2位を守りきって銀メダルを獲得した。同年ホルメンコーレン・メダルをマグネ・ミルモと共に受賞した。
1974年ノルディックスキー世界選手権では6位、1976年のインスブルックオリンピックではメダルに一歩及ばないながら4位と常に優秀な成績を残した。
1978年、自国のラハティで開催された世界選手権でようやく銀メダルを獲得した。
30歳を過ぎても活躍を続け、1982年ノルディックスキー世界選手権で団体銀メダルを獲得、1984年ノルディックスキー世界選手権でも再び団体で銀メダルを獲得した。1984年サラエボオリンピックでは個人戦4位となった。